# Nectopsyche tavara
Nectopsyche tavara là một loài Trichoptera trong họ Leptoceridae. Chúng phân bố ở miền Tân bắc.